# Piotr Pavlenski
Piotr Andréievitx Pavlenski (en rus, Пётр Андреевич Павленский; Leningrad, 8 de març de 1984) és un artista rus conegut pels seus esdeveniments artístics. Utilitzant el cos humà —sovint el seu propi—, així com el foc, va crear vuit esdeveniments d'Art Subjecte-Objecte entre el 2012 i el 2020. Pavlenski ha generat debat públic i ha estat objecte de procediments judicials a Rússia i França a causa de la naturalesa contracultural de les seves obres.

## Infància i educació
Nascut a Leningrad el 1984, Pavlenski va estudiar art monumental en l'Acadèmia d'Art i d'Indústria de Sant Petersburg. Durant el seu quart any a l'Acadèmia, també va rebre formació del la Fundació Pro Art per la Cultura i les Arts de Sant Petersburg.

## Carrera
De vegades considerat part de la tercera onada de l'accionisme rus, o un artista que fa art polític, Pavlenski diu que va abandonar l'ús d'aquests termes per teoritzar la seva pròpia pràctica artística, que anomena: Art Subjecte-Objecte.
Explica que l'Art Subjecte-Objecte es basa en "l'existència del poder com a fenomen i en la interacció dels qui governen (subjectes de poder) amb els qui són governats (objectes de poder)". Segons ell, l'Art Subjecte-Objecte consisteix a organitzar una determinada combinació de circumstàncies que obliga els subjectes de poder a recórrer al seu poder d'autoritat. En fer-ho, realitzen la idea de l'artista d'"obligar el poder a treballar per l'art". Considera que "el subjecte en una posició de poder esdevé així un objecte d'art, i allò que el transforma en un objecte és el seu propi poder d'autoritat."
Pavlenski també distingeix la documentació fotogràfica dels seus esdeveniments dels "precedents", que constitueixen imatges dotades de valor estètic i textos produïts per subjectes de poder durant procediments administratius i judicials que l'artista selecciona per exposar en espais artístics i publicar en forma de llibres.

### Costura
Pavlenski es va fer conegut pel gran públic després de cosir-se la boca per tal de destacar la situació dels artistes a la Rússia contemporània i així donar suport a les membres empresonades de la banda punk Pussy Riot. El 23 de juliol de 2012, Pavlenski va aparèixer a la catedral de Kazan de Sant Petersburg amb els llavis cosits i duent una pancarta que deia: "L'acció de Pussy Riot va ser una rèplica de la famosa acció de Jesucrist (Mateu 21:12–13)". La policia va alertar una ambulància i va portar Pavlenski a sotmetre'l a un examen psiquiàtric, però el psiquiatre va declarar que no era boig i el va posar en llibertat poc després l'incident. L'artista va declarar que la seva intenció era atreure l'atenció sobre la manera en què són tractats els artistes de la Rússia contemporània. Segons les seves paraules, "la meva intenció no era la de sorprendre ningú o la d'aparèixer amb alguna cosa inusual. Més aviat, sentia que havia de fer un gest que reflectís la meva situació de forma precisa."
El 14 de novembre de 2012, l'agència Reuters va incloure una fotografia de Pavlenski amb la boca cosida en la seva llista de les 98 millors fotos de l'any.

### Carcassa
El 3 de maig de 2013, Pavlenski va produir el seu segon esdeveniment d'Art Subjecte-Objecte. En aquest esdeveniment, va fer visible l'existència dels éssers humans dins del sistema legislatiu. El seu esdeveniment es titulava "Carcass". Les paraules "esdeveniment" haurien d'estar relacionades amb "existència humana dins de...". Els seus ajudants el van portar nu i embolicat en una madeixa formada per diverses capes de filferro de pues fins a l'entrada principal de l'Assemblea Legislativa de Sant Petersburg. L'artista va romandre en silenci tumbat en una posició semiflexionada dins de la madeixa i no va reaccionar a les accions de ningú fins que va ser alliberat per la policia amb l'ajuda d'unes tisores de podar.
En la seva entrevista en l'emissora Radio Liberty, la companya de Pavlenski Oksana Xaliguina va esmentar que realitzar l'acció comportava una metàfora d'ella mateixa: en el mateix moment en què es va tallar el filferro espinós i es va alliberar l'artista, aquest mateix filferro el va tornar a embolicar, però ara encarnat per la policia, els metges d'urgències i els nombrosos investigadors.

Més tard, Pavlenski va fer el següent comentari sobre el seu esdeveniment artística:

La sèrie de lleis l'objectiu de la qual suprimir tot l'activisme pels drets civils, la intimidació de la població, el nombre creixent de presoners polítics, les lleis contra les ONG, les lleis de majoria d'edat, les lleis de censura, l'activitat del Servei Federal de Supervisió de les Telecomunicacions, Tecnologies de la Informació i Mitjans de Comunicació, les lleis contra la "promoció de l'homosexualitat". Totes aquestes lleis no estan dirigides contra els criminals, sinó contra la gent. I ara a sobre existeix la Llei contra la blasfèmia. És per això que vaig organitzar aquesta acció. El cos humà nu és com una carcassa, no hi ha res sobre ell excepte el filferro de pues, que per cert va ser inventat per protegir el bestiar. Aquestes lleis, igual que el filferro, mantenen les persones en les seves gàbies individuals: tota aquesta persecució d'activistes polítics, els "presoners del sis de maig", les repressions governamentals són la metàfora d'una gàbia envoltada de filferro de pues. Tot això s'ha fet per convertir les persones en bestiar sense entranyes i guardat sota cadenat, el qual només pot consumir, treballar i reproduir-se.
Dmitri Voltxek, "Cultural Diary: On Good Friday", Radio Liberty, 8 de maig de 2013

### Fixació
El 10 de novembre de 2013, mentre es trobava assegut nu sobre el terra empedrat davant del Mausoleu de Lenin a la plaça Roja de Moscou, Pavlenski va clavar un gran clau al seu escrot per fixar-lo al paviment. El seu esdeveniment va coincidir amb el Dia de la Policia Russa. Quan els agents de policia van arribar-hi,el van cobrir amb una manta i més tard el van arrestar. "Un artista nu, mirant als seus testicles clavats a les llambordes és una metàfora de l'apatia, indiferència política i el fatalisme de la societat russa", va explicar Pavlenski en declaracions als mitjans de comunicació.

### Llibertat
El 23 de febrer de 2014, Pavlenski va celebrar el seu quart esdeveniment d'Art Subjecte-Objecte, titulat "Llibertat". En aquest esdeveniment, va recrear l'atmosfera del Maidan de Kíiv de 2014. L'artista, acompanyat pels seus ajudants, va construir una barricada improvisada al Pont Tripartit de Sant Petersburg utilitzant pneumàtics i barrils en flames. També feien un soroll continu colpejant làmines de ferro ondulat amb pals. L'esdeveniment va ser interromput per la policia de Sant Petersburg, que va arrestar Pavlenski i els seus ajudants.
El 25 de febrer de 2014, el Tribunal Criminal de Dzerjinski va aturar el judici administratiu contra Pavlenski i contra el seu ajudant Iaroslav Gradil per acusacions de gamberrisme, i els va alliberar de la presó. No obstant això, es va continuar realitzant una investigació contra la suposada violació de les regulacions sobre reunions polítiques per part de Pavlenski. Va ser acusat de vandalisme a causa de la crema de pneumàtics. Durant la investigació, Pavlenski va gravar en secret les seves sessions d'interrogatori amb Pavel Yasman, el principal investigador, i el va involucrar en una discussió sobre la naturalesa i els significats de l'art polític. Yasman va deixar la seva feina al Comitè d'Investigació de Rússia i va començar a preparar-se per convertir-se en advocat per defensar Pavlenski. La transcripció de les seves converses es va publicar com a Diàlegs sobre art en diversos països.

### Segregació
L'octubre de 2014, va enfilar-se nu per una paret del Centre Serbski i es va tallar el lòbul de l'orella dreta per destacar la tendència de les institucions psiquiàtriques a reprimir aquells que es desvien de la norma. El seu esdeveniment es va inspirar en el pintor Vincent van Gogh.
Declarat sa pel Centre Serbski el gener de 2015, després d'estar-hi internat durant 21 dies, va ser objecte de diversos judicis.

### Amenaça
El 9 de novembre de 2015, a la 1:15 p.m. hora de Moscou, Pavlenski es va acostar a l'entrada principal de l'edifici Lubyanka —la seu del Servei Federal de Seguretat—, va ruixar la porta amb gasolina i la va incendiar amb un encenedor. Les portes van quedar parcialment cremades. Pavlenski va ser arrestat trenta segons després, sense resistència, i acusat de vandalisme. Unes hores després d'aquest esdeveniment artístic, es va publicar un vídeo que explicava el seu significat. Aquest va ser el seu sisè esdeveniment d'Art Subjecte-Objecte, titulat "Amenaça", en paraules del mateix Pavlenski.
El judici contra Pavlenski es va obrir el 9 de novembre de 2015 sota la secció "vandalisme" de l'article 214 del codi criminal rus. El 10 de novembre de 2015, en el tribunal del districte de Taganski, Pavlenski va declarar: "vull que la meva acció sigui reclassificada com a terrorisme."
Segons el galeriste Marat Guelman, aquesta acció és un exemple del "simbolisme obvi" de Pavlenski: "La porta de la Lubianka és la porta de l'infern, l'entrada al món del mal absolut. I davant de les flames infernals hi ha un artista solitari, esperant ser arrestat... La silueta de Pavlenski davant de les portes en flames de l'FSB és un poderós símbol de la Rússia contemporània, tant políticament com artísticament."
Més tard, quan l'artista va ser jutjat, va transformar el seu judici en un esdeveniment convidant prostitutes a venir a declarar.

### Il·luminació
El 16 d'octubre de 2017, en el seu primer esdeveniment artístic polític fora de Rússia, Pavlenski va ser arrestat a París després de calar foc a les finestres a peu de carrer d'una oficina del Banc de França, situada a la Place de la Bastille de París. Va ser acusat de danys materials, juntament amb la seva còmplice Oksana Shalygina. Inicialment va ser detingut en una unitat d'hospital psiquiàtric, fins que un jutge va ordenar la seva detenció preventiva a la presó de Fleury-Mérogis. Va complir onze mesos de detenció preventiva.
El 10 de gener de 2019, Pavlenski va ser condemnat a tres anys de presó; la seva detenció preventiva es va comptabilitzar com a temps complert i els dos anys restants van ser suspesos. Shalygina va ser condemnada a dos anys de presó, dels quals 16 mesos van ser en llibertat condicional. Un home cec va actuar com a testimoni de la defensa de l'artista al tribunal. A més, els condemnats van ser obligats a pagar al Banc de França 18.678 € com a compensació per danys materials i 3.000 € per danys morals. Segons el diari Le Matin, Pavlenski en resposta va cridar en rus "Mai!". Pavlenski va dedicar el seu judici al Marquès de Sade.

### Pornopolítica
El 2020, Pavlenski va crear un nou esdeveniment d'art polític titulat "Pornopolítica", per al qual va llançar un lloc web presentat com "el primer recurs pornogràfic del món que involucra polítics o funcionaris governamentals electes i designats". Aquest esdeveniment tenia com a objectiu exposar les mentides de funcionaris, polítics i representants del poder que "imposen el puritanisme a la societat mentre la menyspreen".
El 12 de febrer de 2020, l'artista va publicar vídeos íntims i missatges sexualment suggestius enviats a una dona pel tinent d'alcaldia parisenc i candidat a l'alcaldia, Benjamin Griveaux. Pavlenski va explicar que aquest material demostrava "la hipocresia" del candidat que va fer campanya promocionant els "valors familiars tradicionals". Benjamin Griveaux es va retirar de les eleccions a l'alcaldia. Pornopolitique.com va ser censurat tres dies després de l'inici de l'esdeveniment.
Pavlenski va ser arrestat i posat sota custòdia policial amb la seva parella Alexandra De Taddeo, que era la receptora del contingut sexualment explícit. Van ser jutjats el 28 de juny de 2023. Van convidar historiadors de l'art a declarar, així com actors a representar el Tartuf de Molière al tribunal. La fiscalia va demanar que se'ls imposés una pena de sis mesos de presó i una multa de 50.000 €. L'11 d'octubre de 2023 va rebre una condemna de sis mesos, que havia de complir fora de la presó amb un braçalet electrònic, mentre que De Taddeo va rebre una condemna de sis mesos amb suspensió. Van ser multats amb 15.000 € i obligats a pagar 5.000 € en costos judicials. El 31 de gener de 2025, el Tribunal d'Apel·lació de París va anul·lar la decisió i va exonerar De Taddeo de tots els càrrecs. Va declarar que era una sentència justa, ja que no era coautora del projecte artístic de Pavlenski.
Pavlenski va explicar que aquesta obra d'art estava "completament basada en jugar amb categories estètiques", amb l'estil elevat juxtaposat a l'estil inferior: "Essencialment, era el mateix que fer un retrat d'un polític, fet segons les regles de l'estil elevat i exposat perquè tothom el veiés, i afegir-hi un dibuix dels genitals masculins". També va declarar: "Tot el que hem vist des del moment en què vaig presentar Pornopolítica al públic va ser, de fet, només un dels molts episodis de la col·lisió eterna entre l'art i el poder. Tanmateix, el fet que les categories estètiques continuïn significant tant en el món actual és una veritable sorpresa per a mi".

## Projectes i accions
- 2012 – Acció Costura. Davant de la catedral de Kazan de Sant Petersburg.
- 2013 – Acció Fixació. Plaça Roja, Moscou.
- 2013 – Acció Carcassa. Davant del Palau Marincki, Sant Petersburg.
- 2014 – Acció Llibertat. En el petit pont de Koniuixennaia.
- 2014 – Acció Segregació. En el mur exterior de l'Institut Sérbskogo de Psiquiatria de Moscou.
- 2015 – Acció Amenaça. En la porta de la seu del Servei Federal de Seguretat (Moscou).[53]
- 2017 – Acció Illuminació. A la Place de la Bastille de París.
- 2020 – Acció Pornopolítica. En línia.

## Exposicions col·lectives
- 2012: Oculus Two, Fundació Pro Arte per a les Arts i la Cultura (ru).[54]
- 2013: Ghosts of Identity  (exposició d'art de carrer organitzada per Political Propaganda), Museu Estatal de l'Hermitage.[55]
- 2016: The End of the World, Centre d'Art Contemporani Luigi Pecci.[56]
- 2017: Art Riot, Galeria Saatchi.[57][58] L'exposició va atreure 248.547 visitants.[59]
- 2017: Beyond the pleasure principle, Galeria Nacional d'Art Zachęta.[60]
- 2017: Luther and the Avant-garde, antiga presó de Wittenberg.[61][62]
- 2018: Talking about a revolution, de Paul Ardenne, 22 Visconti a l'exposició.[63]
- 2018: 439754, Galerie Pack (el seu número de presó a Fleury-Mérogis).[64]
- 2018: Us or Chaos, BPS22.[65]
- 2019: Archives of Pyotr Pavlensky, Galerie ART4.[66]
- 2022: Politics in Art, MOCAK (Museu d'Art Contemporani de Cracòvia).[67] La decisió d'escollir la seva obra Suture com a visual promocional de l'exposició va ser criticada per activistes que van exigir que l'obra fos substituïda per una d'un artista ucraïnès.[68] Una petició signada per un centenar d'artistes ucraïnesos i polonesos va portar la directora del MOCAK, Maria Anna Potocka, a defensar públicament la seva elecció: "A l'hora de seleccionar obres per a l'exposició, buscàvem artistes que s'expressessin sobre temes polítics i, alhora, les obres dels quals tinguessin un gran valor artístic."[69]
- 2022: Pornopolitics and Other Precedents, Londres. L'exposició, organitzada per l'organització a/political, compta amb el suport del canal per a adults Babestation.[70] Presenta "precedents" que constitueixen el marc teòric de l'art de Pavlensky.[71]
- 2022: Milky Way, Museu d'Art Contemporani de Voivodina.[72][73]
- 2023: Someone is getting rich, (Illuminació), Tropenmuseum Amsterdam.[74][75]
- 2025: Everything is true - Nothing is permitted, Brutus Art Foundation.[76]

## Activitat editorial
Pavlensky i Oksana Xaliguina van fundar el diari independent en línia Polititxeskaia propaganda el 2012, que estava dedicat a l'art contemporani en contextos polítics, "que lluita contra el xovinisme cultural implementat pel govern", al feminisme i a la igualtat de gènere. La publicació va rebre el 2013 el Premi Alternatiu per a l'Art Activista Rus en la categoria d'accions implementades a l'espai urbà.

## Publicacions
- (fr) El cas Pavlensky: La política com a art (trad. del rus per Galia Ackerman, prefaci de Michel Eltchaninoff), París, Louison Editions, 2016, 291 pàg. (ISBN 979-10-95454-06-9)
- (de) Pjotr Pawlenski Aktionen (trad. del rus), CiconiaXCiconia, 2016, 216 pàg. (ISBN 978-3-945867-04-4)
- (pl) Pawlenski (trad. del rus), Krytyka Polityczna, 2016, 291 pàg. (ISBN 978-83-65369-45-1)
- (de) Pawlenski P.A Wladimir Velminski: Gefängnis des ALtäglichen (trad. del rus), Matthis & Seitz, 2016, 135 pàg. (ISBN 978-3-95757-377-3)
- (ru) Павленский П.А: О русском акционизме, АСТ, 2016, 288 p. (ISBN 978-5-17-094344-9)
- (de) Pjotr Pawlenski: Der bürokratische Krampf und die neue Ökonomie politischer Kunst, Merve, 2016, 127 p. (ISBN 978-3-88396-381-5)
- (it) Nudo con filo spinato (trad. del rus), ilSaggiatore, 2019, 140 p. (ISBN 978-88-428-2530-2)
- Théorème, París, Edicions Exils, 2020, 192 p. (ISBN 978-2-914823-13-5)
- (ru) Столкновение, Городец, 2021, 272 p. (ISBN 978-5-907483-05-7)
- (fr) Collision, A l'infern amb Vauvert, 2022, 336 p. (ISBN 979-10-307-0462-4)

## Premis
El 2013 i el 2015, Pavlensky va ser votat com l'"artista més influent de Rússia" per la revista Artguide.
El 2016, Pyotr Pavlensky va ser nominat al Premi Estatal d'Innovació (ru) en la categoria d'"arts visuals", organitzat per l'Agència Federal de Cultura i Cinematografia i el Centre Estatal d'Art Contemporani de la Federació Russa. Va ser exclòs de la llista de nominats per decisió del comitè organitzador del concurs sense cap explicació. Diversos experts van abandonar el comitè en protesta per la seva exclusió.
Aquell mateix any, va rebre el Premi Václav Havel a la Dissidència Creativa, que va compartir amb l'artista i activista iraniana Atena Farghadani i la fotògrafa i periodista uzbeka Umida Akhmedova. El premi va ser retirat poc després quan l'artista va decidir dedicar-lo als partisans de Primorie, un grup de sis joves russos que lluiten contra la corrupció i la violència policial i que es van atribuir la responsabilitat de l'assassinat de dos policies a la regió de Vladivostok el 2010.
El 2016, la revista d'art The Art Newspaper el va classificar "fora de categoria" en el seu rànquing anual dels joves artistes russos més destacats. Els editors de la revista van justificar aquesta elecció per la "popularitat mediàtica sense precedents" de les seves accions i, en conseqüència, el van nomenar "l'artista més famós de Rússia el 2016".
El 2022, el seu llibre Collision va ser nominat al Premi Natsbest al millor bestseller rus.